# Kościół św. Anny w Warszawie (Śródmieście)

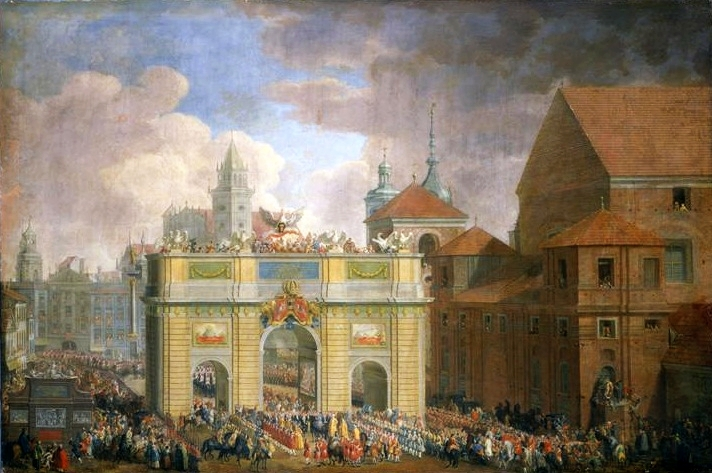
Kościół św. Anny w 1734 roku, podczas wjazdu Augusta III do Warszawy przez Łuk triumfalny na Krakowskim Przedmieściu

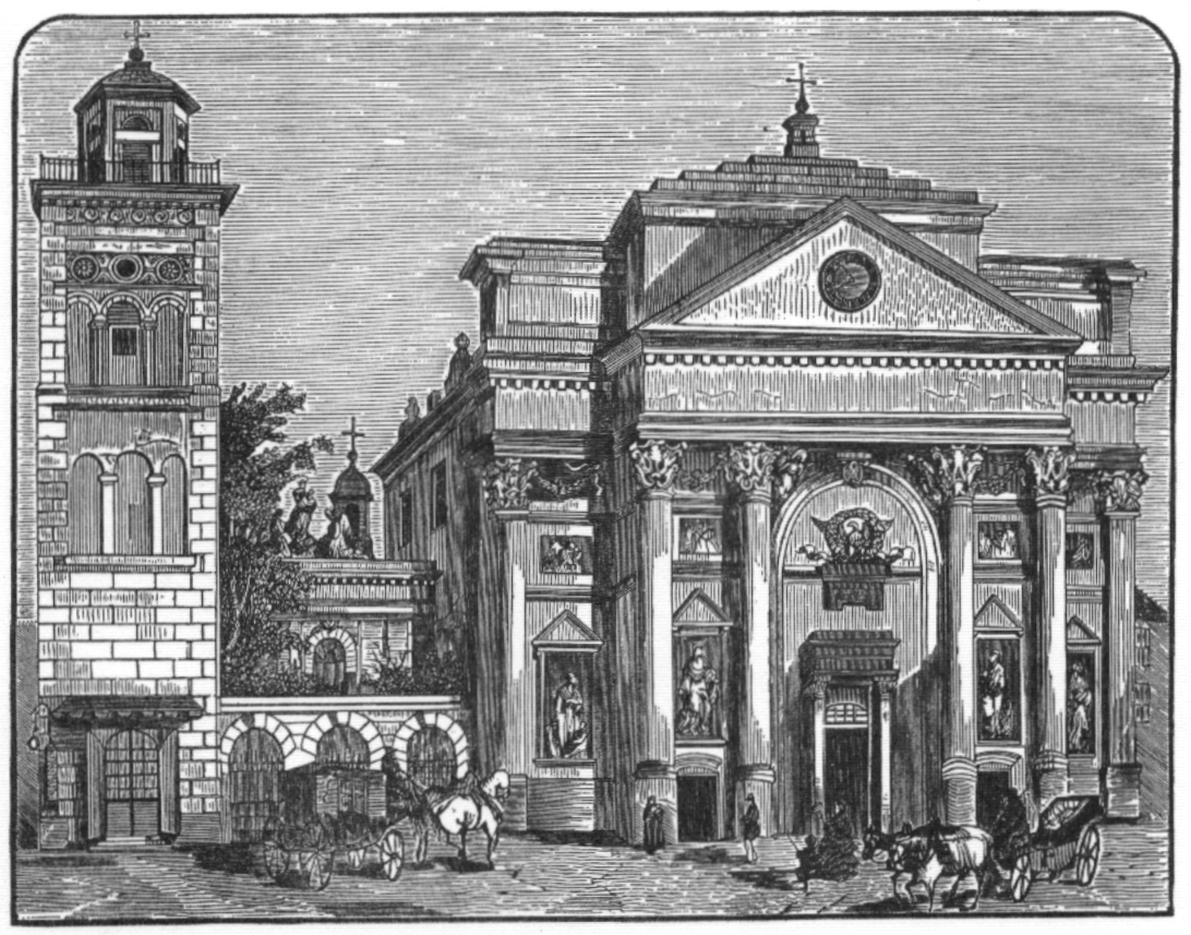
Drzeworyt Michała Starkmana z ok. 1855 roku

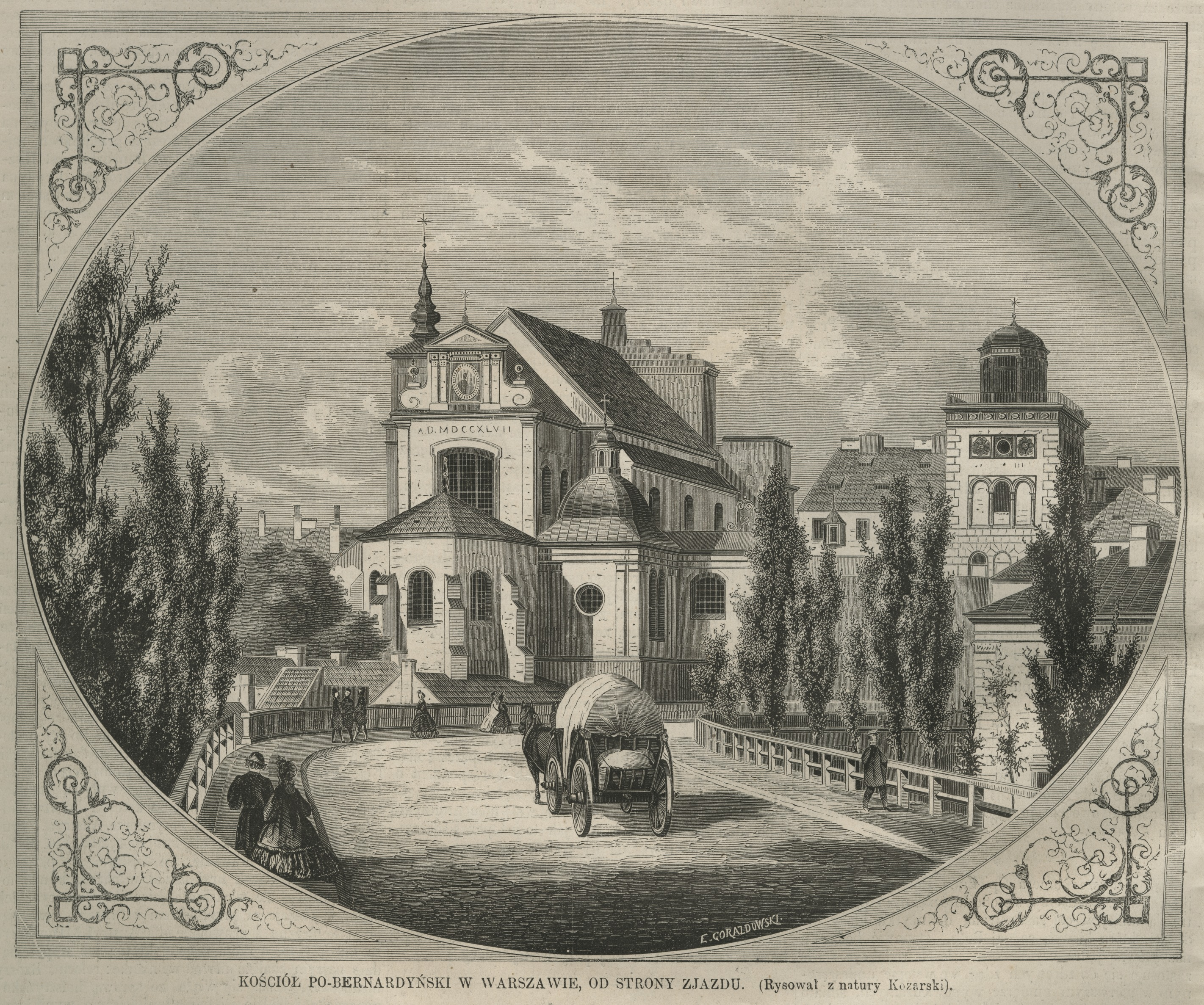
Kościół w 1865 roku

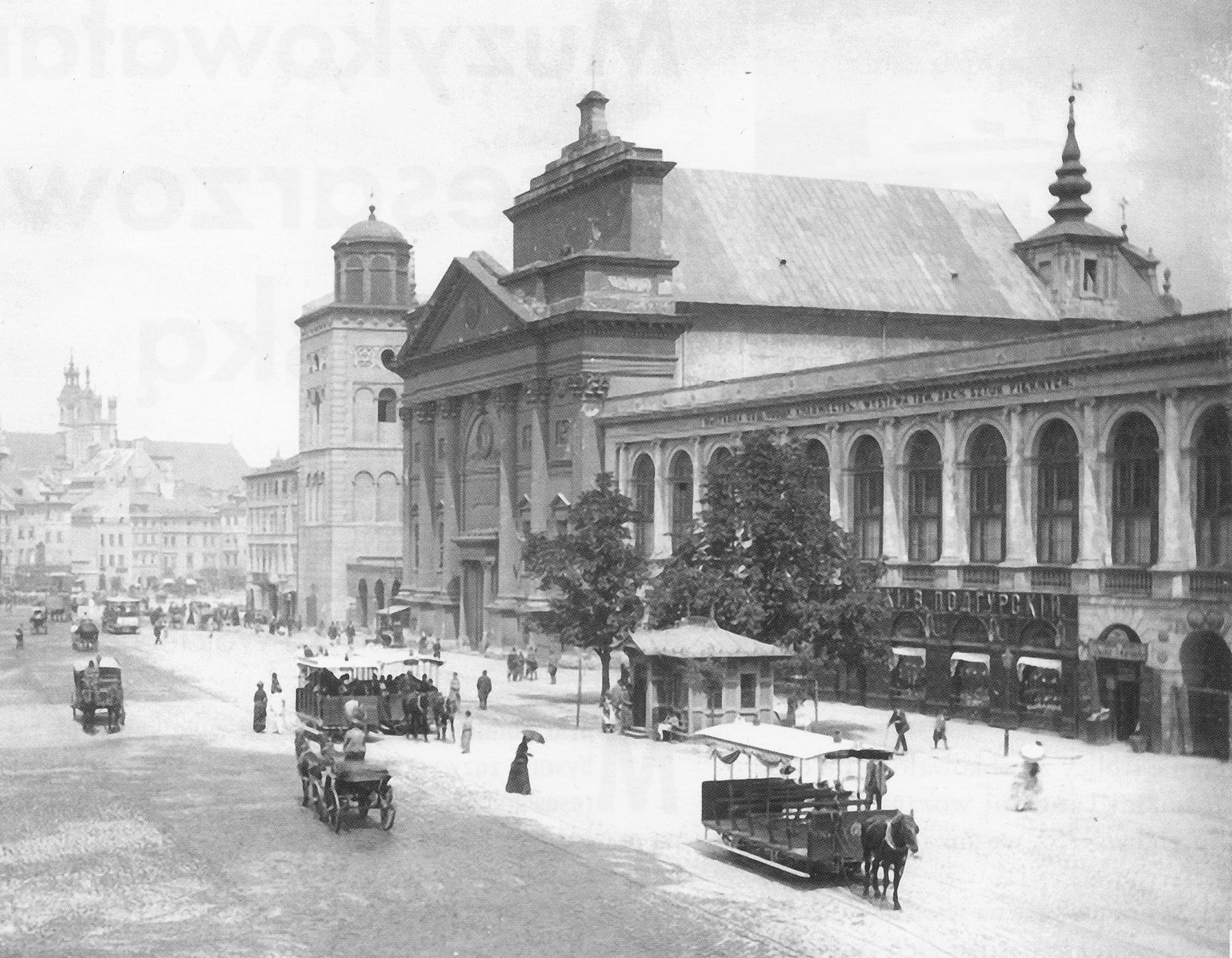
Świątynia w latach 90. XIX wieku

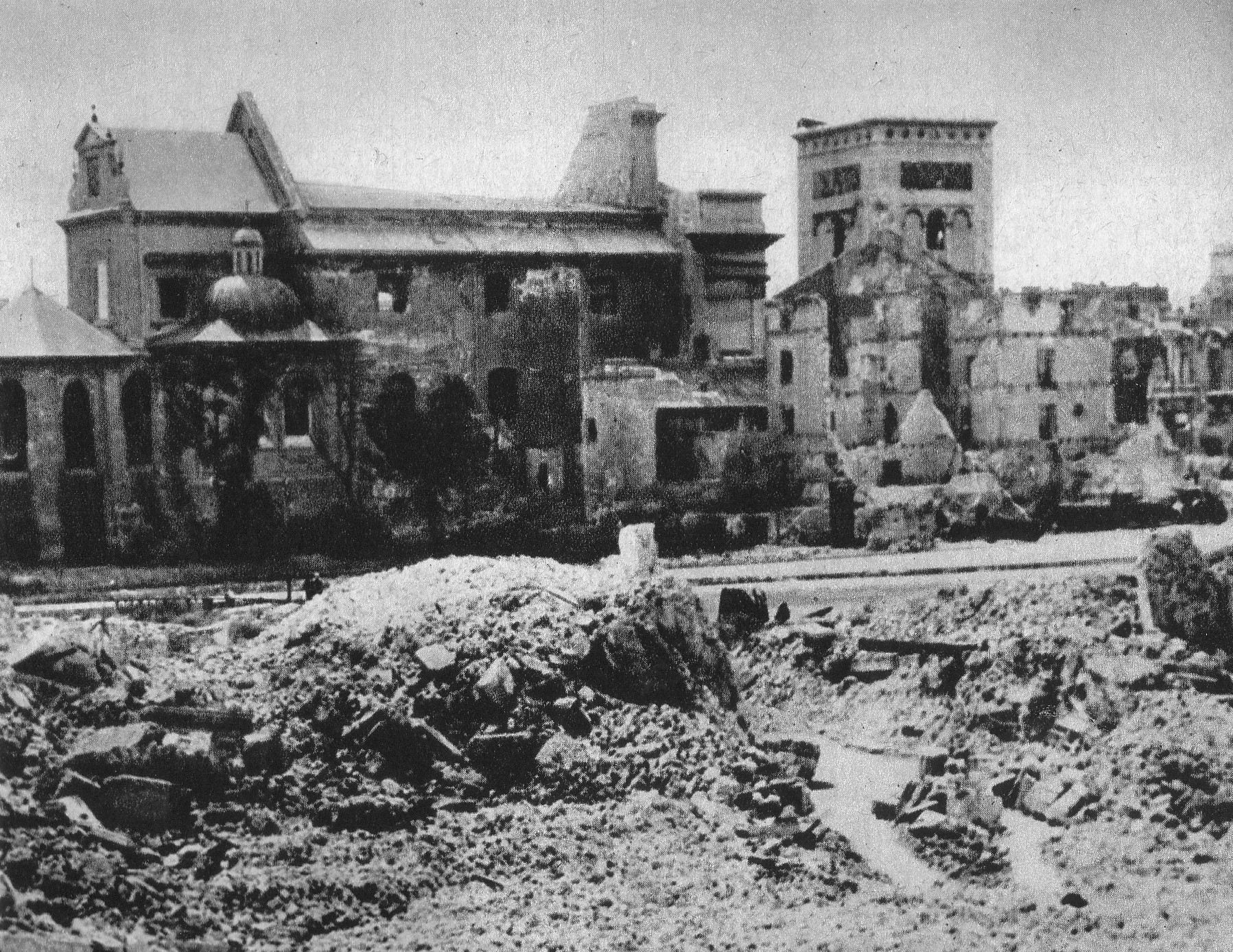
Świątynia w 1945 roku

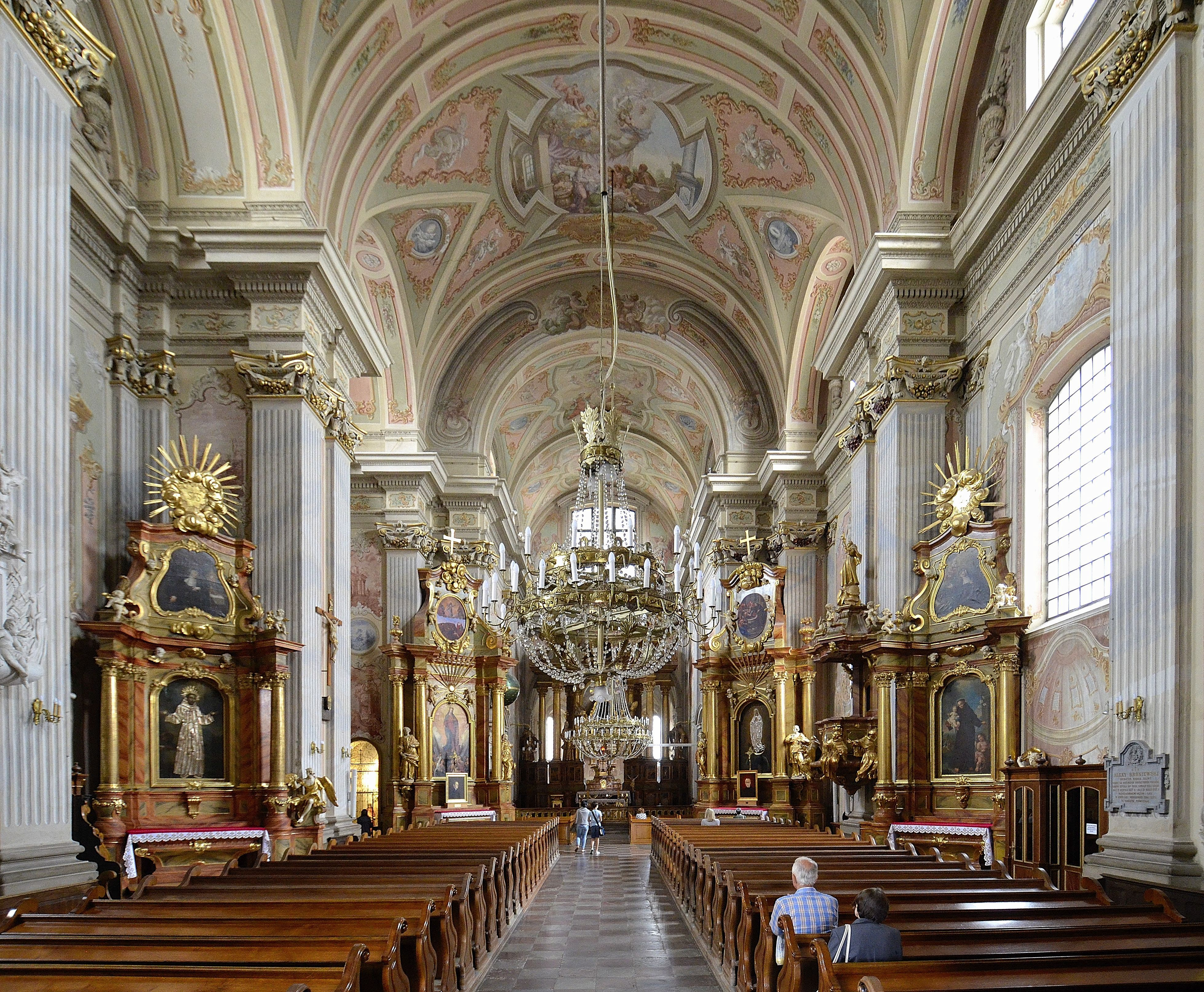
Wnętrze świątyni

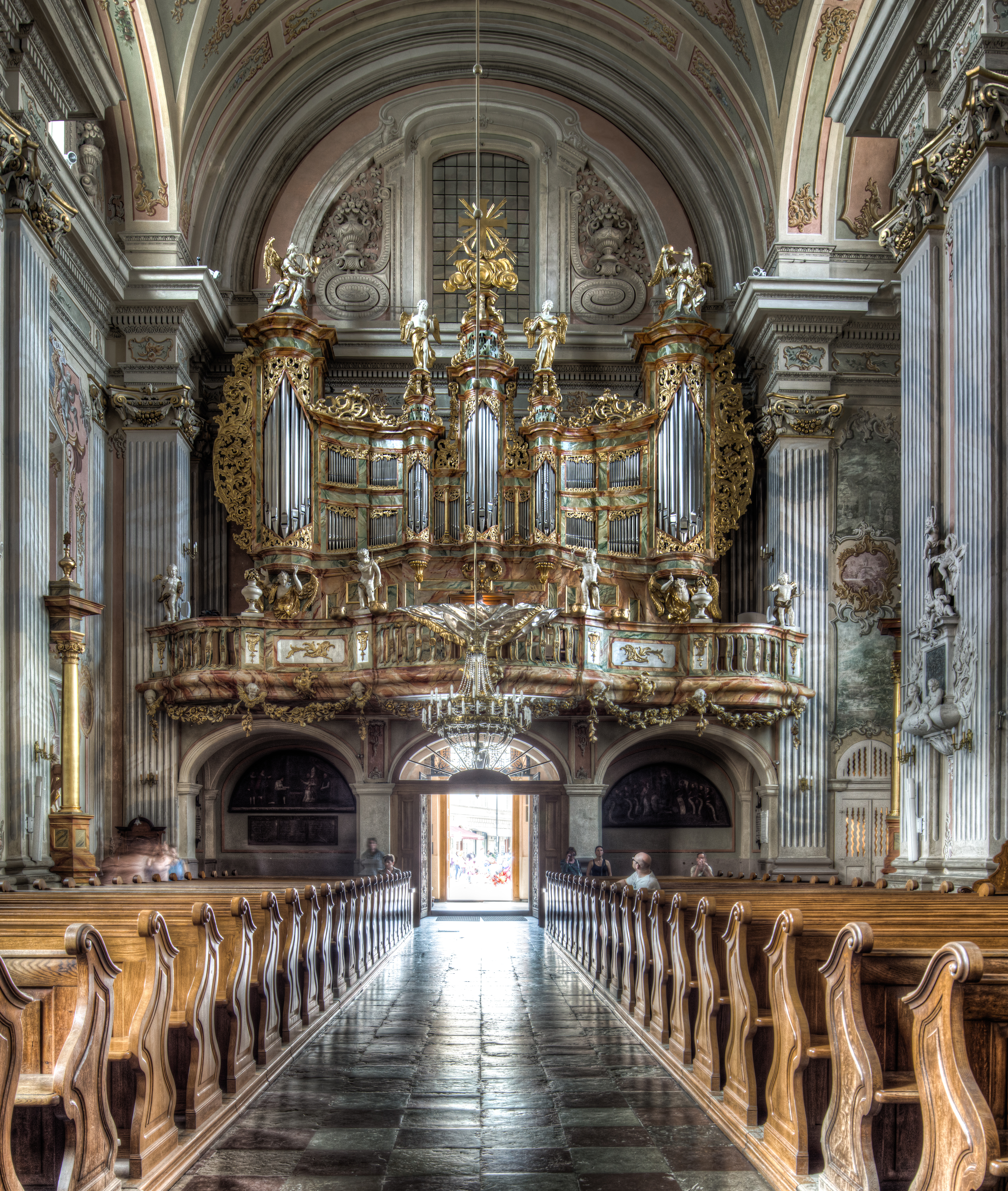
Chór i organy

Kościół św. Anny w Warszawie (pobernardyński, akademicki) – świątynia rzymskokatolicka znajdująca się przy Krakowskim Przedmieściu 68 w dzielnicy Śródmieście, główny ośrodek duszpasterstwa akademickiego w Warszawie.

## Historia
Kościół powstał przy klasztorze bernardynów, który został ufundowany przez księżną Annę Fiodorównę. Ona to w 1454 za pośrednictwem Jana Kapistrana sprowadziła do Warszawy pierwszych zakonników. Do Warszawy przybyło sześciu braci pod przewodnictwem o. Jakuba z Głogowa. Budowę rozpoczęto w 1454 roku w stylu gotyckim. Ściany kościoła wybudowane zostały jako mur pruski z zastosowaniem cegły, niedługo później stanął klasztor. Zgodnie z przyjętą przez zakon zasadą, zespół klasztorny powstał poza murami miejskimi, u wylotu jednego z głównych traktów wychodzących z miasta. Przy kościele powstał cmentarz (pierwotnie przeznaczony dla zakonników, od 1643 publiczny).
Biskup poznański Andrzej Bniński wprowadził doń zakonników 4 grudnia 1454 r. Był to drugi, po krakowskim, klasztor bernardynów w Polsce. Prowincja polska zakonu powstała w 1467, a pierwszym prowincjałem był o. Maryjan z Jeziorka, zaś drugim bł. Władysław z Gielniowa. W 1507 spaliły się kościół i klasztor. Ówczesny gwardian Antoni z Biecza rozpoczął odbudowę, którą zakończył Jan z Komorowa, ale następny pożar (1515) spowodowany umyślnym podpaleniem, zniszczył prawie całe przedmieście, w tym kościół i klasztor.
Głównymi fundatorami nowego kościoła byli: księżna Anna Radziwiłłówna, Beata z Tęczyńskich Odrowążowa i Jan Lubrański biskup poznański. Z funduszy księżnej Anny powstała trzecia nawa po lewej stronie, natomiast z funduszy bp. Lubrańskiego - chór z nakryciem i sklepieniem. Odbudowę zakończono w 1533. Znaczenie kościoła i klasztoru było ówcześnie tak duże, że przedmieście Warszawy, na terenie którego zbudowano kościół, nazywane czerskim, zaczęto nazywać suburbium bernardinorum, seu cracoviensium (przedmieście bernardyńskie, albo krakowskie), potem dopiero w związku z bramą wyjazdową do Krakowa pozostała już tylko nazwa krakowskie przedmieście. 20 lutego 1578 przed kościołem św. Anny margrabia Jerzy Fryderyk von Ansbach złożył hołd lenny Stefanowi Batoremu.

Bullą papieską Sykstusa V z 22 października 1586 wprowadzono do kościoła arcybractwo św. Anny. Królowa Anna Jagiellonka ufundowała w 1578 okazałą dzwonnicę ze słynnymi w owym okresie w całej Koronie dzwonami. Nadto królowa (pisownia oryginalna): 

wyznaczyła ze swoich folwarków warszawskich stałą jałmużnę zakonnikom, to jest 60 korcy żyta co ś-ty Marcin, po złotemu co piątek i wolny wręb do lasów brudnowskich, to jest zwyczajową od lat dawnych jałmużnę, pobożna ta pani zmieniła w prawo przez osobny na to wydany przywilej (w Warszawie 30 listopada 1582). Król Stefan nadanie to zatwierdził. Zygmunt III zaś do tego wsparcia dodał jeszcze dla zakonników po sześć kawałków (tunnas) soli z żup warszawskich (16 października 1590 r.) i jeszcze kazał osobną dla zakonników w Brudnie łąkę wymierzyć (1601).

 16 listopada 1611 przed kościołem św. Anny margrabia brandenburski, elektor Jan Zygmunt Hohenzollern złożył hołd lenny Zygmuntowi III Wazie.
W czasie potopu szwedzkiego kościół nie został zniszczony i pomimo że na jakiś czas zmienił się w fortecę, do czasu wyrzucenia zeń wroga przez Czarnieckiego po morderczej bitwie przed nim, to gmach święty urągał się grozie wojennej i stał jakby na straży miasta, sam jeden wpośród pustki. Ale w 1657 podczas kolejnego oblężenia Warszawy przez wojska Rakoczego, sprzymierzone ze szwedzkimi, i kiedy bliskie było zawarcie układów gwarantujących miastu i kościołom względne bezpieczeństwo (pisownia oryginalna):

W tem nagle ni stąd ni z owąd nachodzą kościół o godzinie ósmej rano zbrojni (16 czerwca); podesłała ich władza miejska, chociaż dobro publiczne nie wymagało już po nikim ofiary. Nic nie mówiąc gwardyjanowi, co mają robić w kościele, nie ostrzegłszy go, żeby wynósł ołtarze i obrazy, bez zwłoki wykonywali rozkaz z góry już dany: zapalają więc pochodnie i tłumnie z niemi i z materyjałami palnemi wpadają do kościoła, ciskają je na katedry i konsesyjonały, potem na ołtarze, ażeby zaś większy rozniecić płomień, obrazy ze ścian obalają w środek pożaru. Pęka sklepienie i wali się na podłogę, ściany upadają, gruchoczą się mury, głównie u dołu i u góry błyskają. Ojcowie wśród tego ognia sodomskiego chodzą, płaczą i załamują ręce, uciekają się do proźby, ale nic nie pomaga. Stoi najęta tłuszcza i spokojnie przygląda się temu dziełu zniszczenia, pilnuje aż póki się wszystko nie wypali. Wyuzdańsi łupież nawet dzielą między siebie, inni jeszcze mało mają i tej roskoszy, więc znoszą z korytarzów obrazy, drzewo dźwigają, w stosy je układają i niecą pożar. Wtedy to zgorzała biblijoteka, „jakiej żaden klasztor w Polsce nie miał” warta przeszło 30 000 złotych... Oburzenie, jakie obudził tak niecny postępek, było w Warszawie tak silne, że wróg nawet kazał śledzić, czy kto z jego ludzi nie miał udziału w pożarze...

Do klasztoru wrócili zakonnicy w 1660 i w pierwszej kolejności wybudowali sobie dom mieszkalny. Sumptem głównie Jana Wielopolskiego kasztelana wojnickiego, który przeznaczył na ten cel po 5000 złotych rocznie, ruszyła w 1663 odbudowa według projektu Giovanniego Gisleniego i przy udziale Tytusa Burattiniego. Trwała siedem lat. Kaplicę bł. Władysława z Gielniowa odnowiła rodzina Kretkowskich herbu Dołęga. Arcybractwo św. Anny odnowiło ołtarz patronki, nieznany jest fundator odnowy ołtarza głównego. Chór murowany i organy powstały za Augusta II. Twórcą organów był o. Antoni z Głogowy, zaś jego pomocnikiem Klemens z Sierpska i to jemu przypisuje się autorstwo instrumentu.
Studium generale varsaviense, seminarium bernardyńskie, w 1676 podniesiono do rangi studium primae classis, najwyższej w kraju.
W 1701 w ogrodzie klasztoru wybudowano łazienki.
Stanisław Kostka Potocki, przy poparciu króla Stanisława Augusta i walnym udziale mieszczanina warszawskiego Józefa Kwiecińskiego, zebrał fundusze na przebudowę fasady kościoła. Tenże Kwieciński ufundował także kaplicę Matki Bożej Sokalskiej i wyznaczył fundusz dla ogrzewania jej (kaplicy) w czasie zimy. Fasadę zaprojektował i nadzorował prace (1778–1788) Piotr Aigner.
9 maja 1794, po zdjęciu święceń kapłańskich, przed kościołem został powieszony skazany na karę śmierci targowiczanin biskup inflancki Józef Kazimierz Kossakowski.
Prusacy założyli przy kościele odwach. W latach 1819−1821 Piotr Aigner przebudował ceglaną dzwonnicę świątyni na kampanilę w formach renesansu włoskiego zwieńczoną glorietą, a po przeciwnej stronie fasady dobudował pierzeję odwachu z dwiema kondygnacjami kolumnowo-arkadowych krużganków.
Ks. Franciszek Morański w 1830 położył fundamenty pod kaplicę Loretańską, w której umieszczono obraz przeniesiony wcześniej z kaplicy Loretańskiej przy klasztorze bernardynów na Pradze. Nad kaplicą umieszczono rzeźbę Matki Bożej dłuta Tadeusza Czajkowskiego. Figurę przeniósł do kaplicy (15 sierpnia 1837) arcybiskup Stanisław Choromański.
W 1846 zostały gmachy frontowe zupełnie wyporządzone i cały kościół ślicznym kamiennym kolorem obciągnięty został, sprzed kościoła usunięte zostały barierki, a chodnik pokryty smołowcem.
Po 1864 zaprzestano przyjmowania do nowicjatu nowych braci.
Kościół został spalony w 1944 roku. Zniszczeniu podczas wojny uległ dach, ocalały mury oraz dzwonnica. W 1945 roku Biuro Odbudowy Stolicy urządziło w budynku składnicę przedmiotów wydobywanych z gruzów Starego Miasta. Renowacja świątyni miała miejsce w latach 1946–1962.
29 kwietnia 1949, podczas budowy Trasy W-Z, biegnącej tunelem pod Krakowskim Przedmieściem, ul. Senatorską i Miodową, zauważono osuwanie się skarpy wiślanej. Apsyda i część prezbiterium świątyni znalazły się w ruchu. Do prac zabezpieczających, które trwały dzień i noc, zmobilizowano ok. 400 osób. Akcją kierował Wacław Żenczykowski. Wykorzystano metody zeskalania podłoża opracowane przez Romualda Cebertowicza. Grunt wokół budowli umocniono żelbetowymi słupami i elektroosmozą, fundamenty opasano żelbetowym wieńcem, a od strony wykopu kościół podparto betonowymi skarpami. Zastrzyki cementowe pod ciśnieniem ok. 8 atmosfer wykonano na głębokości ok. 8 metrów w 120 miejscach. Całość robót zakończono 18 maja, tj. po 20 dniach. Tempo i skala akcji ratunkowej były niespotykane w historii polskich prac konserwatorskich.
W 2009, podczas prac remontowych, zauważono pojawienie się nowych rys na budynku kościoła. Przeprowadzone ekspertyzy wykazały, że nie ma zagrożenia dla struktury świątyni. Założono urządzenia monitorujące ewentualne ruchy budowli.
Podczas okupacji niemieckiej oraz w pierwszych latach powojennych władze Polskiego Państwa Podziemnego, wykorzystując zwyczaj licznego odwiedzania Grobów Pańskich przez mieszkańców Warszawy, wybrały kościół św. Anny na miejsce patriotyczno-religijnych prezentacji, dających Polakom szczególne pokrzepienie. Symbolika Grobów Wielkanocnych była związana z aktualną sytuacją okupowanego kraju. Do tradycji tej nawiązywano również w latach 80. XX wieku. Autorem projektów plastycznych Grobów w latach 1940–1946 i 1980–1988 był plastyk Stanisław Miedza-Tomaszewski.
Ze względu na swoje położenie w bliskim sąsiedztwie czterech spośród głównych uczelni Warszawy: Uniwersytetu Warszawskiego, Akademii Sztuk Pięknych, Uniwersytetu Muzycznego Fryderyka Chopina oraz Akademii Teatralnej, świątynia od 1928 pełni funkcję kościoła akademickiego (od 1815 pełnił ją kościół Wizytek). Obecnie nazywany jest Centralnym Ośrodkiem Duszpasterstwa Akademickiego.
W 1965 roku świątynia wraz z zespołem klasztornym bernardynów została wpisana do rejestru zabytków.
3 czerwca 1979 Jan Paweł II odbywający swą pierwszą pielgrzymkę do ojczyzny spotkał się z młodzieżą, wygłosił homilię i poświęcił przyniesione przez młodzież krzyże. Wydarzenie to upamiętnia tablica przy wejściu do kościoła.
Na dzwonnicy znajduje się dostępny dla zwiedzających taras widokowy.

## Architektura świątyni
Wielokrotnie przebudowywany (1518–1533, ok. 1620 i 1660–1667) jest mieszanką różnych stylów architektonicznych: prezbiterium jest gotyckie, orientowane (zwrócone w kierunku wschodnim), trójścienne. Wnętrze zostało zbarokizowane w latach 1750–1753, a późnobarokowe polichromie wykonał bernardyn ks. Walenty Żebrowski. Fasada w 1788 uzyskała styl klasycystyczny, zaś dzwonnica z 1818 zbudowana jest w stylu neorenesansowym. W 1830 roku zbudowano kaplicę Loretańską. Jest to kościół jednonawowy, z licznymi bocznymi ołtarzami, mającymi funkcję grzebalną.
W przylegającym do kościoła, wzniesionym w 1514 przez Jana z Komorowa budynku klasztornym, w krużganku prowadzącym do zakrystii, można obejrzeć jedyne zachowane w Warszawie sklepienie kryształowe.

## Duszpasterze związani z kościołem (m.in.)
- bł. Władysław z Gielniowa
- Edward Szwejnic (rektor 1928–1934) – pierwszy oficjalny duszpasterz akademicki w Warszawie (od 4 stycznia 1928)
- bł. Edward Detkens
- prymas Józef Glemp
- Józef Gniewniak
- Zygmunt Malacki
- Piotr Pawlukiewicz
- Jerzy Popiełuszko
- Bogdan Bartołd

## Warszawska Akademicka Pielgrzymka Metropolitalna
Od 1981 roku z kościoła wyrusza piesza pielgrzymka do sanktuarium na Jasnej Górze.

## Upamiętnienia
- Tablica upamiętniająca bł. Władysława z Gielniowa na fasadzie świątyni[21].
- Tablica upamiętniająca spotkanie Jana Pawła II z młodzieżą 3 czerwca 1979 na fasadzie świątyni[21].
- 10 listopada 2010 roku w Kaplicy Loretańskiej kościoła umieszczono Krzyż sprzed Pałacu Prezydenckiego w Warszawie[22].
- 25 listopada 2012 roku w kościele odsłonięto pomnik poświęcony ofiarom katastrofy polskiego Tu-154M w Smoleńsku. Jego autorem jest Łukasz Krupski, syn ofiary katastrofy Janusza Krupskiego[23].

## Galeria

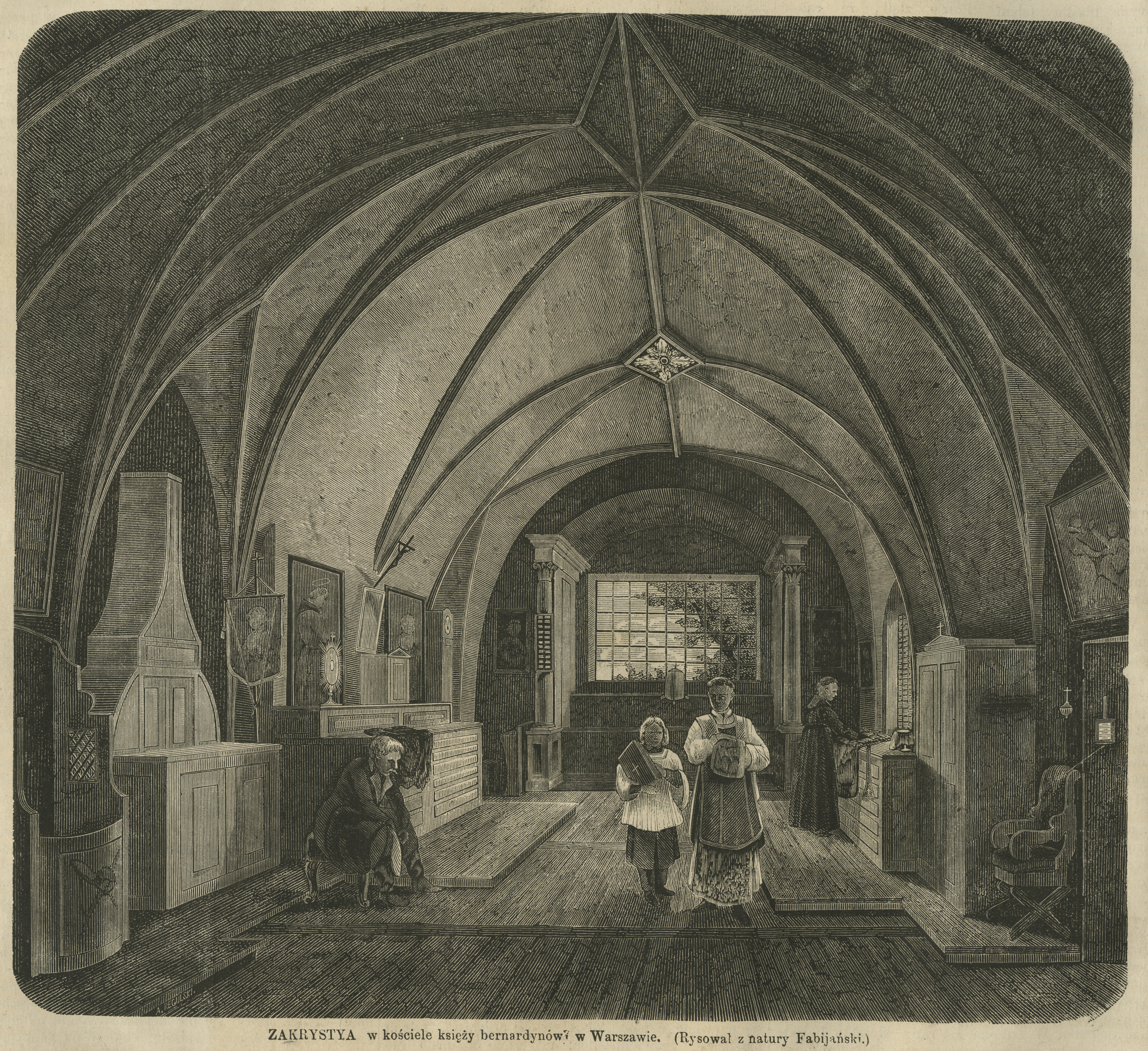
Zakrystia w kościele. Ilustracja z Tygodnika Ilustrowanego z 1863
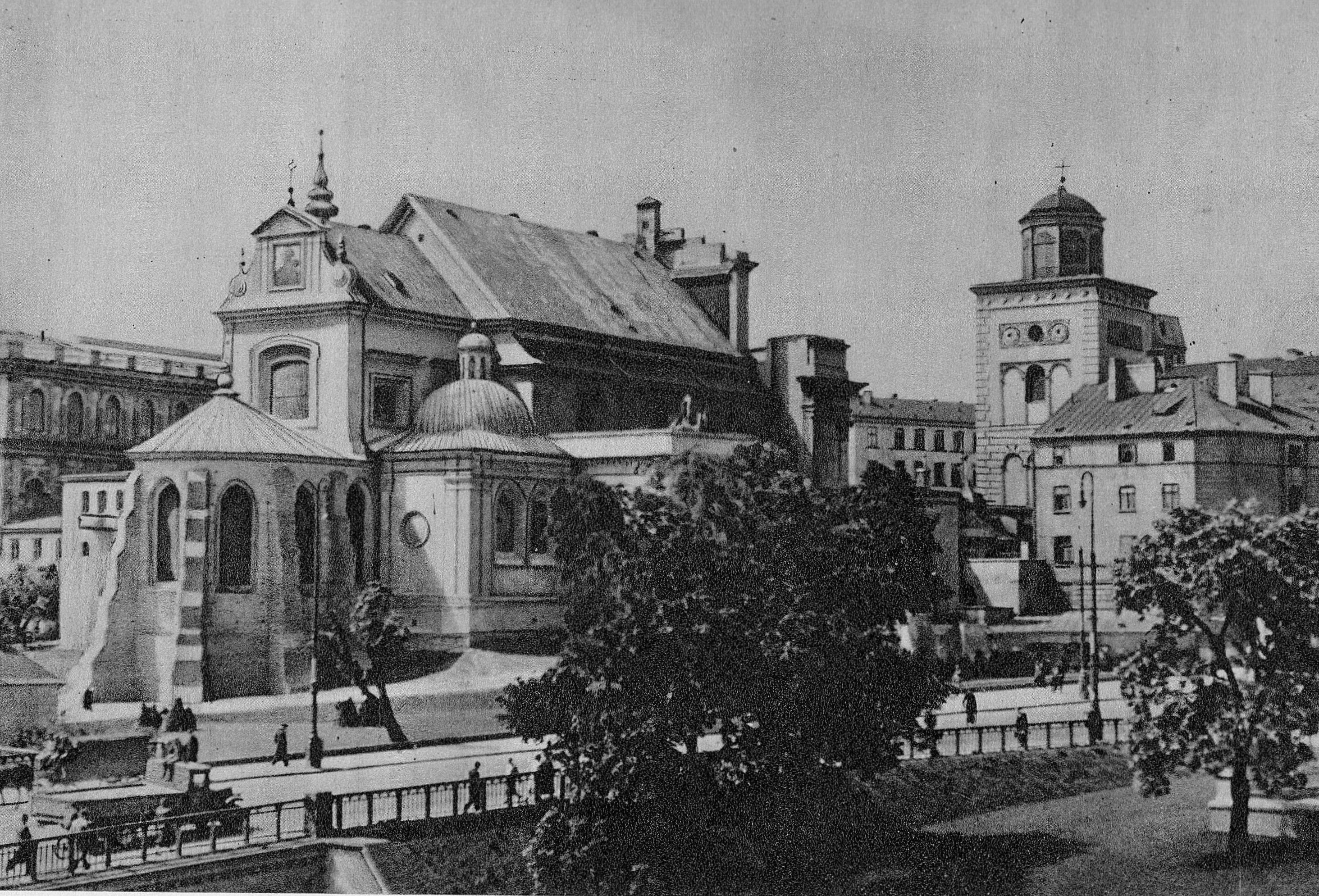
Kościół od strony Wisły przed 1939
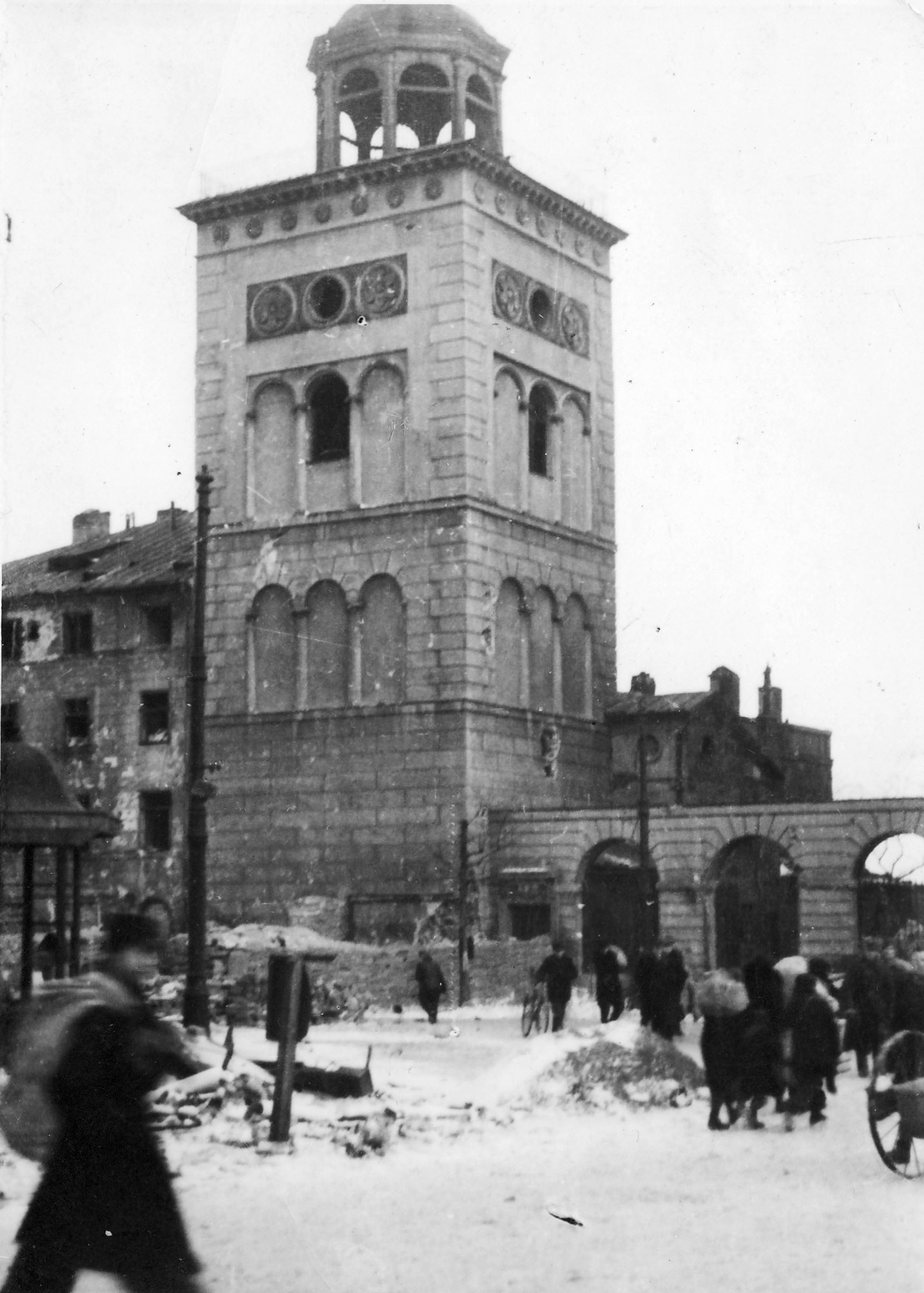
Dzwonnica w 1945
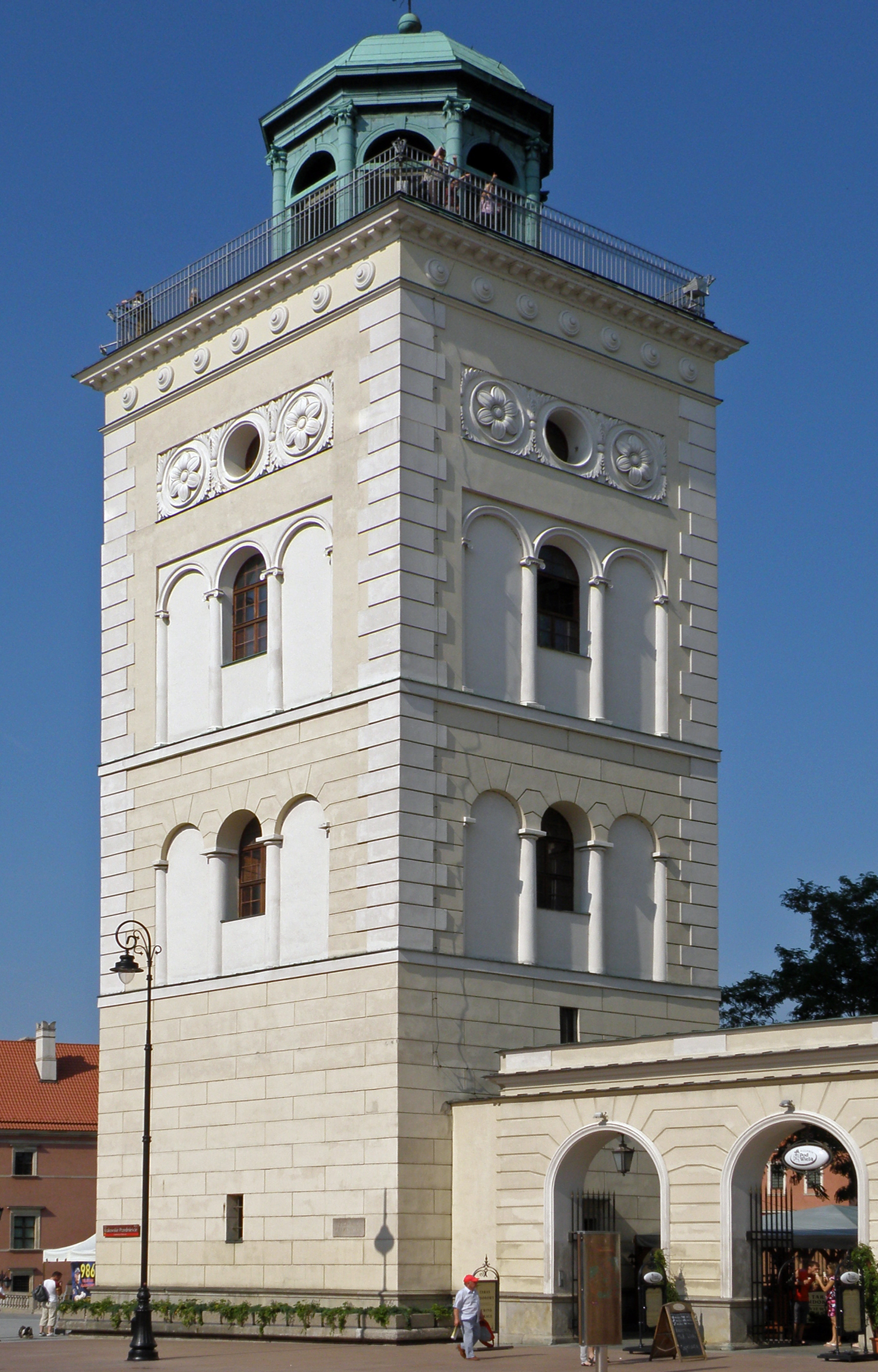
Dzwonnica z tarasem widokowym współcześnie
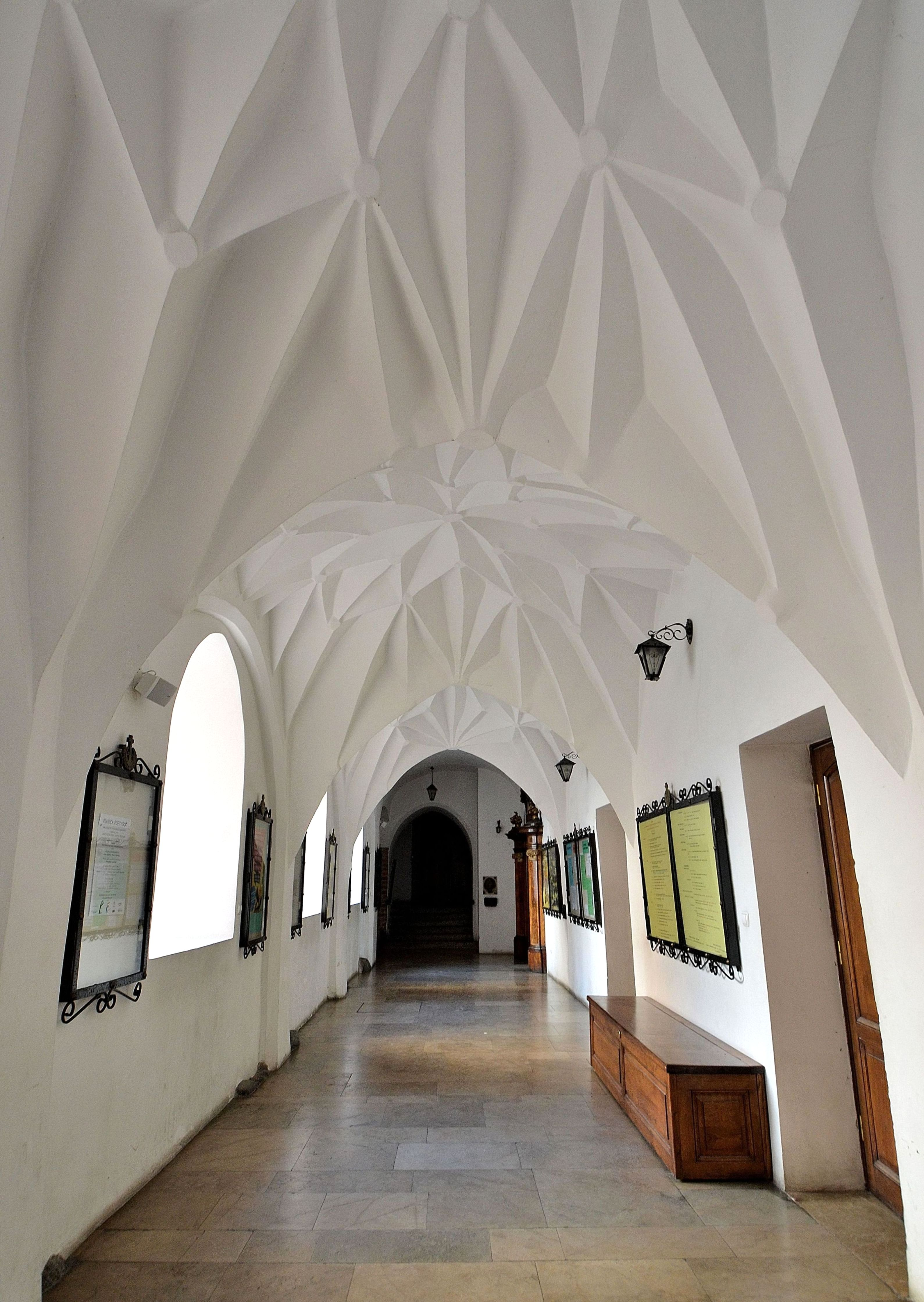
Sklepienie kryształowe z 1514 w krużganku klasztornym